# Cantone di Bolbec
Il Cantone di Bolbec è una divisione amministrativa dell'arrondissement di Le Havre.
A seguito della riforma complessiva dei cantoni del 2014 è passato da 16 a 20 comuni.

## Composizione
Prima della riforma del 2014 comprendeva i comuni di:
- Bernières
- Beuzeville-la-Grenier
- Beuzevillette
- Bolbec
- Bolleville
- Gruchet-le-Valasse
- Lanquetot
- Lintot
- Mirville
- Nointot
- Parc-d'Anxtot
- Raffetot
- Rouville
- Saint-Eustache-la-Forêt
- Saint-Jean-de-la-Neuville
- Trouville

Dal 2015 comprende i comuni di:
- Bernières
- Beuzeville-la-Grenier
- Beuzevillette
- Bolbec
- Gruchet-le-Valasse
- Lanquetot
- Lillebonne
- Mélamare
- Mirville
- Nointot
- Parc-d'Anxtot
- Raffetot
- Rouville
- Saint-Antoine-la-Forêt
- Saint-Eustache-la-Forêt
- Saint-Jean-de-Folleville
- Saint-Jean-de-la-Neuville
- Saint-Nicolas-de-la-Taille
- Tancarville
- La Trinité-du-Mont